# Giulia Mamea
Giulia Avita Mamea (latino: Iulia Avita Mamaea; Emesa, 180 – Mogontiacum, 18 o 19 marzo 235) è stata augusta dell'impero romano, madre dell'imperatore Alessandro Severo e membro della famiglia dell'imperatore Settimio Severo.
Fu molto potente durante tutta l'amministrazione imperiale del figlio, nonché l'unica donna ad essere ufficialmente "associata" al soglio imperiale durante la storia romana occidentale, con il titolo di consors imperii, lo stesso portato da Lucio Vero, co-imperatore di Marco Aurelio.

## Biografia
Figlia della siriana Giulia Mesa e di Giulio Avito, Mamea era nipote dell'imperatore Settimio Severo e sorella di Giulia Soemia. Sposò Gessio Marciano, da cui ebbe un figlio, il futuro imperatore Alessandro Severo. Come membro della famiglia imperiale, assistette da una posizione privilegiata agli eventi che portarono alla morte dell'imperatore Caracalla, figlio di Severo, e all'ascesa al trono di Eliogabalo, nipote di Giulia Mesa. Il nuovo imperatore e la madre Soemia si dimostrarono incapaci, e il favore della potente Giulia Mesa ricadde su Alessandro, il quale divenne imperatore nel 222 alla morte del cugino per mano della Guardia pretoriana.
Poiché Alessandro aveva all'epoca quattordici anni, la madre Mamea regnò nel nome del figlio. La monetazione in suo onore la raffigura con la tipica pettinatura "a melone", tipizzata da una treccia ripiegata in basso. A volte porta un copricapo lunato. È raffigurata assieme alle figure di Giunone conservatrice, Venere felice, Vesta, Pudicizia, "Felicitas publica", volte a esaltare il suo ruolo ufficiale di nume tutelare del "ritorno all'ordine" dopo gli eccessi di Eliogabalo.
Mamea in effetti aveva una buona reputazione di modestia, prudenza e fedeltà alla dinastia. Il figlio decise di nominarla, una volta giunto alla maggiore età, consors imperii ("consorte dell'impero"), una qualifica che la rendeva "associata nel comando". La situazione probabilmente lo richiedeva, ma era un'innovazione azzardata. Marco Aurelio aveva concesso la stessa posizione a Lucio Vero creando una specie di diarchia tra imperatori; ma nessuna donna aveva mai ricoperto una posizione simile. Nell'Occidente romano non accadrà mai più, se non nei controversi casi dell'usurpatrice Vittoria e della presunta reggenza di Ulpia Severina (in Oriente vi furono invece in seguito diverse imperatrici regnanti, tra cui Irene d'Atene e Zoe Porfirogenita).
La novità causò malumori nell'esercito e nei gruppi più tradizionalisti, che accusarono di debolezza il giovane imperatore, visto come succube della madre. Come Giulia Domna prima di lei, Mamea ricevette nel 224 il titolo di "Mater Castrorum" (madre degli accampamenti) e nel 226 di "Mater Senatus" (madre del Senato) e "Domina mundi" (Signora del mondo) e nel 228 di "Mater patriae" (madre della patria).

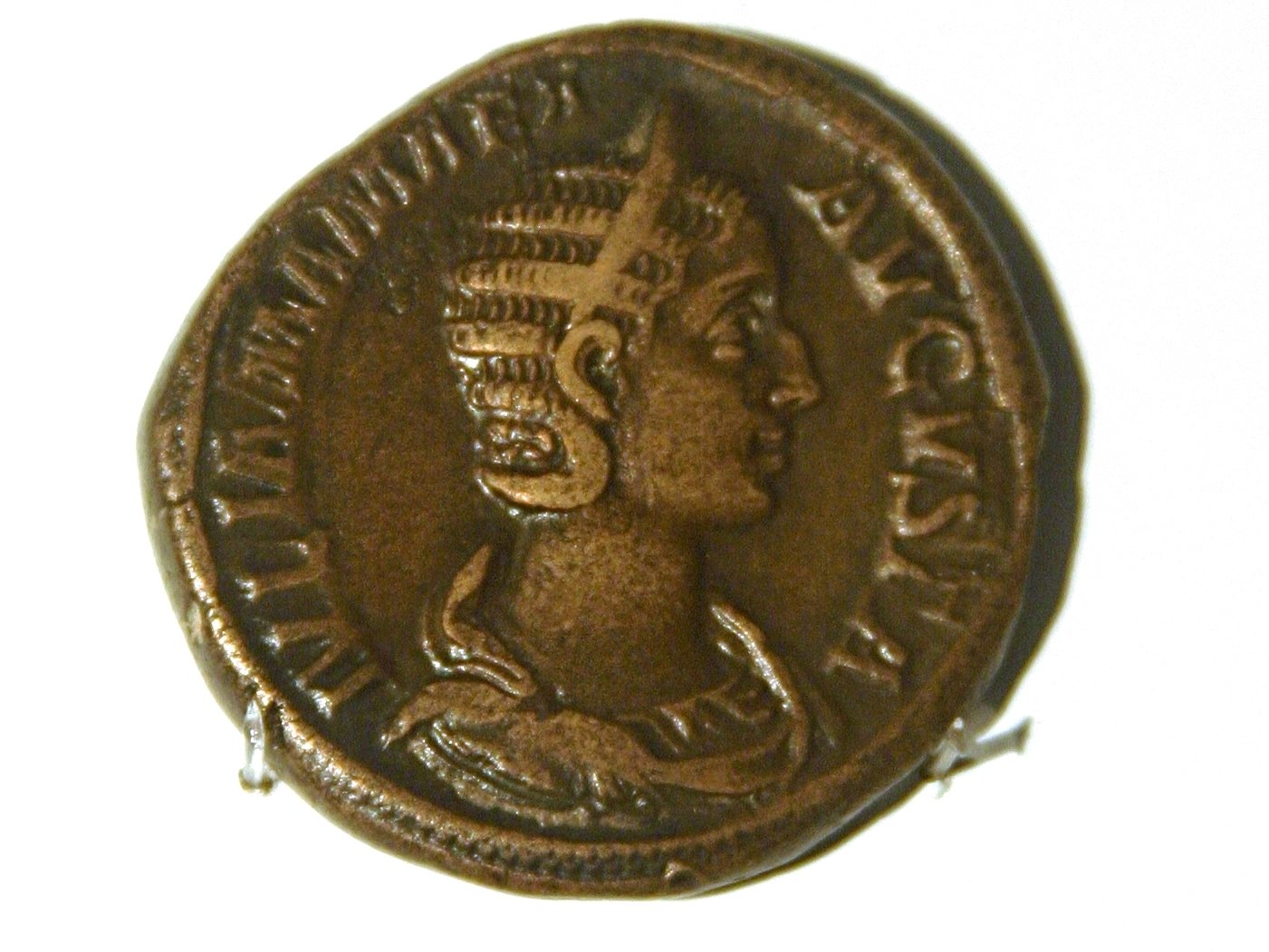
Giulia Mamea effigiata su un sesterzio celebrante la dea Felicitas

Nell'ambito della nuova politica di tolleranza religiosa, nel 218 Mamea concesse un incontro ad Antiochia al patriarca cristiano Origene.
Mamea, nella sua veste di co-reggente, accompagnò il figlio nelle campagne militari, secondo un costume incominciato da Giulia Domna, moglie di Settimio Severo. Ma adesso i ruoli si erano invertiti e Mamea di fatto controllava le decisioni del giovane imperatore. Mamea si recò quindi in oriente, per la campagna contro i Parti, e nelle province della Germania: fu proprio in questa occasione quando Alessandro e Mamea si trovarono a Mogontiacum (moderna Magonza) che alcune truppe si ribellarono e uccisero l'imperatore e la madre nella tenda imperiale. 
A Roma, nei Musei capitolini, si conserva un sarcofago marmoreo riferibile ad Alessandro Severo e alla madre, che in origine era posto nel grandioso mausoleo della famiglia imperiale, i cui resti sono oggi noti come Monte del Grano.